# Tralcán

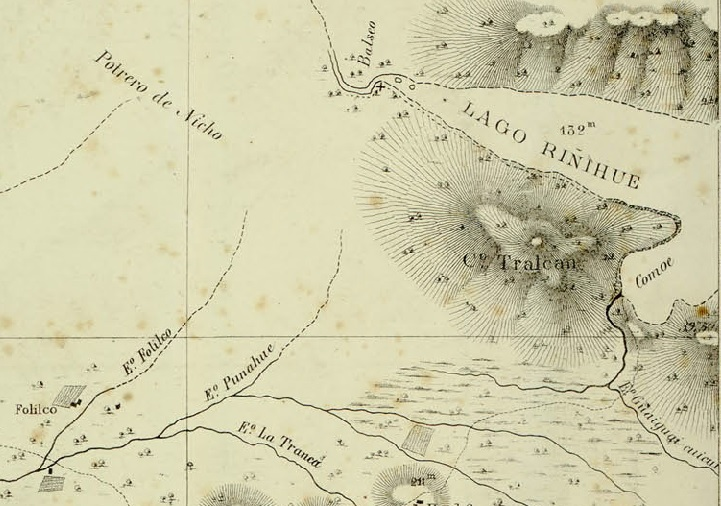
Tralcán y Cerro Tralcán en el Mapa del Litoral de Valdivia de Francisco Vidal Gormaz en 1837

Tralcán es un caserío de la comuna de Los Lagos, ubicada en el sector oeste del Lago Riñihue en los faldeos del Cerro Tralcán.

## Historia
En el año 1869 el ingeniero Francisco Vidal Gormaz, encomendados por el Gobierno de Chile y publica un mapa del Litoral de Valdivia desde Toltén hasta Caleta Milagro, en él incluye los afluentes del Río Valdivia, incluido el Lago Riñihue. En esta carta aparece en el Lago Riñihue la ensenada de Comoe y el Estero de Guaiguai- Cuicui, así como el sendero desde la localidad de Riñihue por la ladera norte del Cero Tralcán hasta El Balseo.
Una vez en la ribera occidental, se debía seguir una senda de 5 kilómetros hasta el sector de la punta del Tralcan o Tralcau a través un bosque espeso que no dejaba pasar la luz, siendo del tipo ‘bosques o montes colgados’ de olivillo o palo muerto, luego se bordeaba el lago Riñihue hasta el desagüe del Riñihue también llamada Balseo de Panguipulli.
En el Balseo no habían canoas o Wampos por lo que los viajeros que venían de Panguipulli debían comunicarse desde la ribera norte mediante ‘humos convenidos’ con la reducción indígena de Riñihue. Los que venían desde el Sur a través de Huidif necesariamente debían pasar por la reducción de Riñihue para conseguir canoas. Ya en estso años Vidal Gormáz indica que este balseo había caído en desuso por la reducción de los indígenas y por el uso del vado de San Pedro en Quinchilca.

## Hidrología
Tralcán se ubica al suroeste de la desembocadura del Lago Riñihue.
Entre los años 1867 y 1869 realiza nuevos trabajos de exploración de los afluentes del Río Valdivia. 

## Accesibilidad y transporte
Tralcán se encuentra a 46,8 km de la ciudad de Los Lagos a través de la Ruta T-45 y camino particular en el sector noroeste de la localidad de Riñihue.